# 寿山 (清)
寿山（壽山、じゅさん、咸豊10年（1860年） - 光緒27年（1900年））は、清末の漢軍正白旗出身の軍人。字は眉峰。本姓は袁氏（満州風には袁佳氏）で、本貫は黒竜江省のアイグン（璦琿）。日清戦争・義和団の乱で軍を率いて戦った。

## 概要
明末の兵部尚書の袁崇煥の8世の孫で、父は回民蜂起などで活躍し、吉林将軍まで昇進したフミンガで、弟に永山、子に慶恩がいる。この父の地位によって員外郎となり、世襲により騎都尉を兼ね、後に郎中となった。
光緒20年（1894年）、日清戦争が勃発。日本軍が奉天を攻撃するに当たり、寿山は弟の永山とともに従軍を志願し、歩隊統領となった。騎馬隊を率いて戦い、草河嶺を回復し、連山関を落城させ、鳳凰城に肉薄するなどの活躍を見せたものの、敵の援軍に敗れ、永山は陣没し、寿山も重傷を負った。ただし敢闘を理由に、鎮辺軍馬隊長を兼ねる。その後再び日本軍と戦い負傷し、再び敢闘により知府となる。光緒23年（1897年）には鎮辺軍左路頭領となり、黒竜江城に駐留した。光緒25年（1899年）、開封府の知府のポストが空白となったために転任することとなったが、任命される前に、満州（現在の中国東北部）の国境防衛問題が重大局面となり、超階して黒竜江副都統となった。同年春、首都北京に入り、謁見を賜った。辺境の情勢について下問に詳しく答え、将軍の恩沢（エンジェ）を助けて軍を治めるよう命じられた。また、上書して軍備と辺境の専門スタッフの増強を求めた。自ら上海に行って兵器を購入し、日本の長崎・ウラジオストク・ハバロフスクと海路を経由して帰着した。以上のような対策を講じて軍隊の近代化を図るが、このさなかに恩沢が病死。朝命で彼に代わって署黒竜江将軍（黒竜江将軍代理）となった。
翌光緒26年（1900年）夏、山東省で勃発した義和団の乱が満州にも及んだ。ロシアは東清鉄道の保護を目的に自軍の駐兵を要求したが、寿山はこれを拒み、戦闘となった。三姓・フルンボイルなどで敗れ、多くの将兵が討死し、ロシア軍は黒竜江省の省都であったチチハルに迫った。このとき、すでに北京は八カ国連合軍によって陥落し、事実上講和となっていたこともあり、寿山は幕下の程徳全をロシア軍のもとに赴かせて交渉に当たらせるとともに、自らは戦闘に敗れた責任を取って自殺した。この際、黒竜江省の農業開発を重視するように上書を認め、ロシア軍の将軍に住民を殺害しないよう求める手紙を送った。その後衣冠を整えて棺桶に伏し、金を飲んだ。それだけでは死ねなかったため、下僚にピストルを三発撃たせたという。この罪によって官職を奪われるが、のちに東三省総督徐世昌のとりなしで、騎都尉と雲騎尉の世襲職は回復され、父の祠に祀られた。
なお、寿山の妻がモンゴル民族のドルベト旗（杜爾伯特旗、現在の黒竜江省大慶市周辺）のシャザックの娘であったため、子の慶恩は寿山の遺体とともに身を寄せ、光緒34年（1908年）に母が病没した際、両親を同地に埋葬した。現在のドルボド・モンゴル族自治県一心郷小林科村北4キロにある小さな砂山がこれに当たる。また、民国17年（1928年）、時の黒竜江省公署によって寿山を祀った祠「寿公祠」がチチハルの関帝廟の隣に建てられた（現在の龍沙公園内）。